# Synema bariguiensis
Synema bariguiensis là một loài nhện trong họ Thomisidae.
Loài này thuộc chi Synema. Synema bariguiensis được Cândido Firmino de Mello-Leitão miêu tả năm 1947.